# Sloane Stephens
Sloane Stephens (Plantation, Florida, 20. ožujka 1993.) američka je profesionalna tenisačica.
Roditelji su joj bivši sportaši. Tenis je počela trenirati s 9 godina. Najznačajniji dosadašnji rezultat joj je polufinale Australian Opena 2013. godine, u kojem je poražena od Viktorije Azarenke, nakon što je prethodno pobijedila Serenu Williams. Taj joj je rezultat donio 17. mjesto na WTA ljestvici.
Trener joj je David Nainkin.

## Rezultati na Grand Slam turnirima
| Grand Slam      | 2011. | 2012. | 2013. |
| --------------- | ----- | ----- | ----- |
| Australian Open | -     | 2k    | 1/2F  |
| Roland Garros   | 1k    | 4k    |       |
| Wimbledon       | -     | 3k    |       |
| US Open         | 3k    | 3k    |       |

## Plasman na WTA ljestvici na kraju sezone
| 2008. | 2009. | 2010. | 2011. | 2012. | 2013. |
| ----- | ----- | ----- | ----- | ----- | ----- |
| 496.  | 802.  | 198.  | 97.   | 38.   |       |

## Vanjske poveznice
- Profil na stranici WTA Toura (engl.)